# Pobre rico (telenovela)
Pobre rico es una telenovela chilena emitida por Televisión Nacional de Chile desde el 23 de abril de 2012 hasta el 11 de marzo de 2013. Trata sobre dos hermanos que descubren que fueron intercambiados al nacer de forma accidental y deben intercambiar sus vidas en situaciones socioeconómicas opuestas. Es protagonizada por Simón Pešutić, Alonso Quintero, Francisco Reyes, Carolina Arregui y Amparo Noguera.

## Argumento
Esta es la historia de dos jóvenes adolescentes de diecisiete años, quienes solían llevar hasta ahora una vida normal sin inconvenientes. Uno de ellos se llama Freddy Carlos Pérez Rivas (Simón Pesutic); el otro, Nicolás Patricio Cotapos Donoso (Alonso Quintero). Son dos chicos alegres y están muy cómodos en cada uno de sus mundos. 
Freddy, alias "el Rucio", vive en un barrio de clase media con su madre, Eloísa Rivas (Carolina Arregui), y su hermana menor, Megan (Teresita Commentz), en condiciones económicas modestas. Por su parte, Nicolás vive en una lujosa y elegante mansión con sus padres, Máximo Cotapos (Francisco Reyes) y Virginia Donoso (Amparo Noguera), y su hermana mayor, Julieta (Susana Hidalgo), quienes son una familia muy adinerada. 
Los Cotapos son los orgullosos dueños del Holding C&D Inversiones y mientras que los Pérez son dedicados trabajadores en una estación de servicio de una empresa distribuidora de combustibles que, casualmente, resulta ser una empresa perteneciente a este Holding. Pero un día, después de tanto tiempo, Freddy y Nicolás experimentarán un cambio radical y deberán enfrentarse a una noticia que cambiará totalmente sus vidas: diecisiete años atrás, ambos jóvenes, siendo unos bebés recién nacidos, fueron cambiados al nacer en un hospital sureño. Este error pondrá de cabeza la vida de ambas familias. 
Cuando todos se encuentren y descubran esta macabra jugarreta, la historia, convertida ya en una noticia nacional por la relevancia de la poderosa familia Cotapos, se resolverá en los tribunales. Así, un dictamen judicial obligará a ambos adolescentes a intercambiar sus vidas y convivir durante un año con sus verdaderas familias biológicas. Sólo cuando cumplan dieciocho años, Freddy y Nicolás podrán decidir por sí solos con quién quedarse.

## Reparto

### Principales
{{Lista de columnas|2|
- Francisco Reyes como Máximo Cotapos[3]
- Carolina Arregui como Eloísa Rivas[4]
- Amparo Noguera como Virginia Donoso[5]
- Mauricio Pešutić como Juan Carlos Pérez[6]
- Simón Pešutić como Freddy Pérez[7]
- Alonso Quintero como Nicolás Cotapos
- Álvaro Espinoza como Luis Felipe Tagle
- Katyna Huberman como Rosa Lagos
- Gabriela Hernández como Sonia Hundurraga
- Roberto Prieto como César Parra
- Francisco Puelles como Rodrigo Parra
- Susana Hidalgo como Julieta Cotapos
- Magdalena Müller como Claudia Lagos
- Valentina Carvajal como Martina Guzmán
- Teresita Commentz como Megan Pérez
- Silvia Santelices cómo Sara García Huidobro (participación especial)
- Paulina Eguiluz cómo soledad Martínez

## Audiencia
Pobre rico debutó el 23 de abril de 2012  con un índice de audiencia promedio de 33,8 puntos y un peak de 37 convirtiéndose así en el fenómeno de ficción más grande de los últimos años. Durante los primeros meses la telenovela se mantuvo líder en su horario entre los 25 y 30 puntos, en septiembre del mismo año se confirma que tras el éxito y petición del canal la historia sería alargada. A medida que los episodios avanzaron y se incorporaron personajes e historias nuevas bajo el eslogan de "Ahora ricos y bien ricos" la audiencia bajó a 17 puntos.[cita requerida]
Sin embargo el peor momento lo viviría en el verano cuando en dos ocasiones llegara a promediar entre 5 y 8 puntos. Durante los meses de enero y febrero se mantuvo entre 10 y 13 unidades de índice de audiencia. Al iniciar marzo su audiencia subió en menor medida (entre 14 y 15 puntos). Finalmente el 11 de marzo de 2013 a las 19.45 Pobre rico emitió su desenlace promediando 17,8 puntos.[cita requerida]

## Banda sonora
| Intérprete                     | Tema                        | Personaje(s)                 | Actor(es)                             |
| ------------------------------ | --------------------------- | ---------------------------- | ------------------------------------- |
| Buxxi / J-Kill                 | «Como tú no hay dos»        | Tema principal               | Tema principal                        |
| Los Vásquez                    | «No me quería»              | Máximo y Eloísa              | Francisco Reyes y Carolina Arregui    |
| Sie7e                          | «Yo tengo tu love»          | Freddy y Martina             | Simón Pesutic y Valentina Carvajal    |
| Carlos Baute                   | «Amarte bien»               | Freddy y Claudia             | Simón Pesutic y Magdalena Müller      |
| Prince Royce                   | «Las cosas pequeñas»        | Nicolás y Claudia            | Alonso Quinteros y Magdalena Müller   |
| Don Omar ft. Natti Natasha     | «Dutty Love»                | Julieta y Luis Felipe        | Susana Hidalgo y Álvaro Espinoza      |
| Axel                           | «Todo en mi mundo»          | Nicolás y Martina            | Alonso Quinteros y Valentina Carvajal |
| Daddy Yankee Ft. Prince Royce  | «Ven conmigo»               | Rodrigo y Julieta            | Francisco Puelles y Susana Hidalgo    |
| Chico Trujillo                 | «El conductor»              | Rosa y Cesar                 | Katyna Huberman y Roberto Prieto      |
| Chico Trujillo                 | «La cosecha de mujeres»     | Virginia y Juan Carlos       | Amparo Noguera y Mauricio Pesutic     |
| Karnaza Ft. Katherine Orellana | «Vamono' pal' room»         | Alex y Eloisa                | César Caillet y Carolina Arregui      |
| Maná ft. Prince Royce          | «El verdadero amor perdona» | Juan Carlos y Eloísa         | Mauricio Pesutic y Carolina Arregui   |
| Juanes                         | «La señal»                  | Sandra y Rodrigo             | Bárbara Lama y Francisco Puelles      |
| Combo Ginebracane              | «Pasto seco»                | Juan Carlos                  | Mauricio Pesutic                      |
| Carlos Mata                    | «Déjame intentar»           | Juan Carlos                  | Mauricio Pesutic                      |
| Los Tucanes de Tijuana         | «La chica sexy»             | Juan Carlos                  | Mauricio Pesutic                      |
| Axel                           | «El amor comienza»          | Julieta y Cristián           | Susana Hidalgo y Nicolás Poblete      |
| Chino & Nacho                  | «El poeta»                  | Virginia y Anaconda          | Amparo Noguera y Jaime Omeñaca        |
| Daddy Yankee                   | «Lovumba»                   | Nicolas y Denise             | Alonso Quinteros y Karla Melo         |
| Fuego                          | «Una vaina loca»            | Rodrigo y Denise             | Francisco Puelles y Karla Melo        |
| Fonseca                        | «Eres mi sueño»             | Jorge Galdámez Jr. y Martina | Ariel Mateluna y Valentina Carvajal   |
| Álvaro Torres                  | «De punta a punta»          | Virginia y Johnny            | Amparo Noguera y Fernando Kliche      |
| Chico Trujillo                 | «Gran pecador»              | Freddy                       | Simón Pesutic                         |
| Eyci and Cody                  | «Esa nena quiere»           | Kimberly y César             | Mariana Salcedo y Roberto Prieto      |
| Coti Ft. Enrique Iglesias      | «¿Dónde están corazón?»     | Cachito y Sandra             | Otilio Castro y Bárbara Lama          |
| Sonora De Llegar               | «Sudateste»                 | César                        | Roberto Prieto                        |
| Nat King Cole                  | «Cachito mío»               | Cachito                      | Otilio Castro                         |
| Paulina Rubio                  | «Me gustas tanto»           | Luis Felipe y Sandra         | Álvaro Espinoza y Barbara Lama        |
| Tito el Bambino                | «Llama al sol»              | Locaciones                   | Locaciones                            |
| Gusttavo Lima                  | «Balada boa»                | Locaciones                   | Locaciones                            |
| Don Omar                       | «Hasta que salga el sol»    | Locaciones                   | Locaciones                            |
| Katy Perry                     | «The one that got away»     | Locaciones                   | Locaciones                            |
| Tito el Bambino                | «Barquito»                  | Locaciones                   | Locaciones                            |
| Axel                           | «Todo vuelve»               | Locaciones                   | Locaciones                            |
| Lmfao                          | «Party Rock Anthem»         | Locaciones                   | Locaciones                            |

## Emisión internacional
- Ecuador: Telerama.

## Retransmisión
Desde el 30 de Septiembre es retransmitida por la señal Internacional de TVN TV Chile en el horario de las:
20:00 Santiago | 21:00 Buenos Aires
17:00 México | 10:00+1 Australia de Lunes a Viernes y resumen semanal los dias Domingo a las 19:00 Santiago